# Stenops
 Stenops  B.Nord., 1978 è un genere di piante angiosperme dicotiledoni della famiglia delle Asteraceae (sottofamiglia Asteroideae).

## Etimologia
Il nome scientifico del genere è stato definito dal botanico Rune Bertil Nordenstam (1936-) nella pubblicazione " Opera Botanica a Societate Botanica Lundensi. Lund, Copenhagen" ( Opera Bot. 44: 73 ) del 1978.

## Descrizione
Habitus. Le specie di questo genere hanno un habitus di tipo erbaceo annuo con portamenti glabri, subcarnosi e sub-acquatici.
Radici. Le radici sono secondarie da rizoma; i rizomi in genere sono spessi.
Fusto. La parte aerea in genere è eretta, semplice o ramosa.
Foglie. Le foglie sono cauline disposte in modo alternato, sono sessili con contorno della lamina intero a forma da lineare a strettamente ellittica-oblunga. I margini sono interi o dentato-seghettati.
Infiorescenza. Le sinflorescenze sono composte da pochi capolini raccolti in formazioni corimboso-panicolate. Le infiorescenze vere e proprie sono formate da un capolino terminale peduncolato di tipo radiato. Alla base dell'involucro (la struttura principale del capolino) non è presente un calice. I capolini sono formati da un involucro, con forme da cilindriche a campanulate, composto da diverse brattee, al cui interno un ricettacolo fa da base ai fiori di due tipi: quelli esterni del raggio e quelli più interni del disco. Le brattee, glabre o pelose, sono disposte in modo più o meno embricato su una serie e possono essere connate alla base. Il ricettacolo, a volte alveolato, è nudo (senza pagliette a protezione della base dei fiori); la forma è conica.
Fiori.  I fiori sono tetra-ciclici (formati cioè da 4 verticilli: calice – corolla – androceo – gineceo) e pentameri (calice e corolla formati da 5 elementi). Sono inoltre ermafroditi, più precisamente i fiori del raggio (quelli ligulati e zigomorfi) sono femminili; mentre quelli del disco centrale (tubulosi e actinomorfi) sono bisessuali o a volte funzionalmente maschili.
- Formula fiorale:

*/x K {\displaystyle \infty }, [C (5), A (5)], G 2 (infero), achenio
- Calice: i sepali del calice sono ridotti ad una coroncina di squame.
- Corolla: nella parte inferiore i petali della corolla sono saldati insieme e formano un tubo. In particolare le corolle dei fiori del disco centrale (tubulosi) terminano con delle fauci dilatate a raggiera con cinque brevi lobi più o meno patenti. Nella corolla dei fiori periferici (ligulati) il tubo si trasforma in un prolungamento da ligulato a filiforme, terminante più o meno con cinque dentelli. Il colore delle corolle è bianco o rosa (i fiori del raggio) e giallo (i fiori del disco).
- Androceo: gli stami sono 5 con dei filamenti liberi. La parte basale del collare dei filamenti può essere dilatata. Le antere invece sono saldate fra di loro e formano un manicotto che circonda lo stilo. Le antere sono senza coda ("ecaudate"). La struttura delle antere è di tipo tetrasporangiato, raramente sono bisporangiate. Il tessuto endoteciale è polarizzato. Il polline è tricolporato (tipo "helianthoid").[10]
- Gineceo: lo stilo è biforcato con due stigmi nella parte apicale. Gli stigmi hanno una forma troncata; possono essere ricoperti da minute papille o avere dei penicilli apicali. Le superfici stigmatiche sono separate.  L'ovario è infero uniloculare formato da 2 carpelli.

Frutti. I frutti sono degli acheni senza pappo. La forma degli acheni è più o meno oblunga (compressa o affusolata); la superficie è percorsa da 5 coste (o angoli) longitudinali e può essere glabra.

## Biologia
Impollinazione: l'impollinazione avviene tramite insetti (impollinazione entomogama tramite farfalle diurne e notturne).

Riproduzione: la fecondazione avviene fondamentalmente tramite l'impollinazione dei fiori (vedi sopra).

Dispersione: i semi (gli acheni) cadendo a terra sono successivamente dispersi soprattutto da insetti tipo formiche (disseminazione mirmecoria). In questo tipo di piante avviene anche un altro tipo di dispersione: zoocoria. Infatti gli uncini delle brattee dell'involucro (se presenti) si agganciano ai peli degli animali di passaggio disperdendo così anche su lunghe distanze i semi della pianta. Inoltre per merito del pappo il vento può trasportare i semi anche a distanza di alcuni chilometri (disseminazione anemocora).

## Distribuzione e habitat
Le specie di questo genere sono distribuite in Africa centrale (Tanzania, Zambia, Zaïre).

## Tassonomia
La famiglia di appartenenza di questa voce (Asteraceae o Compositae, nomen conservandum) probabilmente originaria del Sud America, è la più numerosa del mondo vegetale, comprende oltre 23.000 specie distribuite su 1.535 generi, oppure 22.750 specie e 1.530 generi secondo altre fonti (una delle checklist più aggiornata elenca fino a 1.679 generi). La famiglia attualmente (2021) è divisa in 16 sottofamiglie; la sottofamiglia Asteroideae è una di queste e rappresenta l'evoluzione più recente di tutta la famiglia.

### Filogenesi
Il genere della specie di questa voce è descritto all'interno della tribù Senecioneae (una delle 21 tribù della sottofamiglia Asteroideae), ma non è assegnato a nessuna delle sue sottotribù. La distribuzione geografica e la morfologia di questo piccolo genere africano suggeriscono che possa appartenere alla sottotribù Othonninae.
I caratteri distintivi del genere  Stenops sono:
- i fiori del raggio sono bianchi o rosa;
- il pappo è assente;
- si tratta di un endemismo dell'Africa tropicale.

### Elenco delle specie
Questo genere ha 2 specie:
- Stenops helodes B.Nord.
- Stenops zairensis  (Lisowski) B.Nord.

### Sinonimi
Sono elencati alcuni sinonimi per questa entità:
- Pseudocadiscus Lisowski, 1987